# منصور أرملي
منصور فريد أرملي، (25 فبراير، 1927 – 19 أغسطس 2005) هو طبيب عيون أمريكي من أصول فلسطينية، مواليد مدينة شفاعمرو وهو من أوائل الأطباء في العالم الذين بحثوا وعالجوا مرض الچلاوكوما.

## التعليم
حصل على شهادة البكالوريوس في العلوم عام 1947 من الجامعة الامريكية في بيروت، وفي عام 1952 حصل على شهادة الطب العام فتخصص طب العيون. اكمل الطبيب فريد ارملي مشواره باحثا عن العلم في الولايات المتحدة الاميركية عام 1955 تحديدا في جامعة أيوا، حيث نال شهادة الماجستير منها عام 1957.
انضم الي هيئة التدريس في الجامعة بعد ان اصبح مواطنا أمريكيا عام.

## في الطب
اصبح الطبيب منصور ارملي مشهورا في الولايات المتحدة وكُتبت عنه المقالات العديدة بعد ان كان ذا دور فعال في التأريخ الطبيعي للزرق ( glaucoma ) فقد عمل على تطوير التقنيات التي ساعدت بدورها على الكشف المبكر للمرض، كما استطاع مراقبة ومنع خسارة العين لوظائفها
وقد اشتهر د. ارملي بعد ان قام بوضع عدد من النظريات التي استعملت في ما بعد بمجال تعليم طب العيون.
يؤمه المرضى من جميع أنحاء العالم، وبينهم شخصيات كبيرة ومسؤولون أمريكيون وعالميون.
نشر ارملي أكثر من مائة مقالة علمية، وتلقى العديد من المنح المقدمة من المعاهد الوطنية للصحة، وحصل على العديد من اوسمة التكريم المهنية المرموقة، بما فيها وسام الارز للانجازات العلمية الذي تمنحه الحكومة اللبنانية، وجائزة الاستحقاق من الأكاديمية الأميركية لطب العيون والانف والحنجرة، وجائزة الإنجاز من المؤتمر الدولي لزرق العيون. كما حصل على الميدالية الذهبية للمسنين على اسم السير ستيوارت ديوك
بين عام 1980 و1987، شغل ارملي منصب رئيس جمعية البلدان الأمريكية للزرق.

## الحياة الشخصية
تعرض للفصل في أوائل الخمسينات من الجامعة الأمريكية في بيروت، بسبب نشاطاته الوطنية، ومنهم جورج حبش الذي ذكره كصديق في كتابه "صفحات من مسيرتي النضالية".
تزوج من عايدة كريمة أنيس المقدسي، وأنجب منها ولدين فريد أرملي وريا.